# Satu Mare, Suceava
Satu Mare là một xã thuộc hạt Suceava, România. Dân số thời điểm năm 2002 là 4115 người.